# Alotau
Alotau is een plaats in Papoea-Nieuw-Guinea en is de hoofdplaats van de provincie Milne Bay.
Alotau telde in 2000 bij de volkstelling 10.025 inwoners.